# 평택시의회
평택시의회는 경기도 평택시 지역을 관할하는 기초의회이다.